# رغل شويكي
رغل شويكي (الاسم العلمي: Atriplex spinulosa) هو نوع نباتي يتبع جنس الرغل من فصيلة القطيفية.